# Goplana micheliae
Goplana micheliae är en svampart som beskrevs av Racib. 1900. Goplana micheliae ingår i släktet Goplana och familjen Chaconiaceae.   Inga underarter finns listade i Catalogue of Life.